# Международные коммунисты Германии
«Международные коммунисты Германии», МКГ (нем. Internationale Kommunisten Deutschlands, IKD) — троцкистская организация в Германии в 1933—1969 годах, возникшая на основе Левой оппозиции КПГ после того, как было принято решение действовать не только как оппозиция сталинистскому руководству КПГ, но и взять курс на построение новой партии. Организация принимала участие в создании Четвертого интернационала, с 1938 года — его германская секция. С 1951 года организация носила название Немецкая секция Четвертого интернационала (Deutsche Sektion der Vierten Internationale).

## В фашистской Германии: 1933—1945
Центральные структуры и крупнейшие группы МКГ, насчитывавшие в 1933 году от 600 до 1 000 членов, в течение 1935—1936 годов были уничтожены гестапо. Сохранились или смогли реорганизоваться в группы или ячейки в Берлин-Шарлоттенбурге, Дрездене, Лейпциге, в Рурской области и Гамбурге. Деятельность МКГ в Сопротивлении продолжалась частично совместно с Социалистической рабочей партией Германии и Ленинбундом. Основная деятельность велась на предприятиях, а также в интеллектуальных кружках, еврейских молодёжных организациях и церковных кругах. Наряду с этим возникла наряду с французской немецкоговорящая троцкистская ячейка МКГ в концентрационном лагере Бухенвальд, к которой относились активисты из Австрии и Польши, а также бывший депутат рейхстага Вернер Шолем.
В изгнании МКГ издавали газету «Unser Wort» («Наше слово»), последний номер которой вышел в 1940 году в Нью-Йорке. Руководство МКГ в изгнании во главе с Йозефом Вебером эмигрировало в 1940 году в США. Там оно отошло от троцкизма и публиковало с 1947 года журнал «Dinge der Zeit» («Дела времени»).
Во время немецкой оккупации Франции, с мая 1943 по июль 1944 года, активисты из МКГ совместно с французскими троцкистами выпускали листовки и газету «Arbeiter und Soldat» («Рабочий и солдат»). В них они обращались к рабочим и немецким солдатам. Лидера этой группы, Виктора, арестовало 13 июля 1944 года гестапо и через несколько дней после этого он был убит.

## После войны: 1945—1969
После поражения фашистской Германии МКГ реорганизовались при помощи вернувшихся эмигрантов, — таких как Георг Юнгклас, товарищей, переживших фашизм, находясь в сельской местности, — как Оскар Хиппе, а также представителей из других стран. В советской оккупационной зоне организационные попытки были очень скоро подавлены — Оскар Хиппе был арестован 12 сентября в Галле и затем провел 8 лет в каторжной тюрьме и трудовом лагере. В Западной Германии в 1951 году МКГ совместно с бывшими членами КПГ создали Независимую рабочую партию Германии (НРПГ). Однако партия не просуществовала и года.
МКГ присоединились к решению большинства всемирного конгресса Четвертого Интернационала 1951 года об энтризме в социал-демократические и коммунистические массовые партии. Таким образом, МКГ больше не выступали как самостоятельная организация и не использовали своё название.
Члены Немецкой секции Четвертого интернационала, как теперь называлась группа, работали совместно с левыми социал-демократами, например Петером фон Ёртценом и Тео Пиркером, сторонниками идей Корша, нижнесаксонской газетой «Sozialistische Politik» («Социалистическая политика», выходила в 1954—1966 годах), позднее с газетой «Express International». Ответственным за последние издания «Sozialistische Politik» являлся социал-демократ Петер фон Ёртцен. Активист Немецкой секции Якоб Монета занимал пост главного редактора издания «Metall» — газеты «ИГ Металл».
Особую роль для организации играла поддержка алжирской освободительной борьбы против французского правительства. Они способствовали тому, что некоторые немцы, работая на нелегальных фабриках оружия Фронта национального освобождения, смогли практически содействовать получению независимости Алжира. Политическому просвещению служил журнал «Freies Algerien» («Свободный Алжир»), чьим редактором был Георг Юнгклас.
Крупные революционные события 1968 года, парижский «Красный май», Тетское наступление во Вьетнаме, «Пражская весна», а также развитие студенческого движения, радикализация Социалистического союза немецких студентов (СДС) и молодёжи в целом способствовало тому, что некоторые немецкие троцкисты в 1969 году решили вновь начать действовать в качестве открытой организации — Международной марксистской группы.
К этому времени также относится попытка с помощью газеты «Was tun» («Что делать») привлечь руководящих представителей СДС к совместной работе. Однако эта попытка потерпела неудачу после покушения на Руди Дучке, а также вследствие политического распада СДС, возникновения многочисленных группировок, ориентирующихся на маоизм или сталинизм, с одной стороны, и «спонтанистских» группировок, с другой. Газета «Was tun» впоследствии выходила только в качестве газеты ММГ и её молодёжной организации — Революционной коммунистической молодёжи (РКМ).